# New Harmony's Atheneum
El New Harmony's Atheneum es el centro de visitantes de New Harmony, una ciudad en el estado de Indiana (Estados Unidos). Lleva el nombre del griego Athenaion, que era un templo dedicado a Atenea en la antigua Grecia. Fue financiado por el Indianapolis Lilly Endowment en 1976, con la ayuda de Krannert Charitable Trust, y se inauguró el 10 de octubre de 1979.

## Arquitectura
El arquitecto fue Richard Meier, cuyas otras obras incluyen el Centro Getty en Los Ángeles. Cuando se inauguró en 1979, ganó un Premio de Arquitectura Progresiva, y en 1982 ganó un Premio de Honor del Instituto Americano de Arquitectos (AIA). En 2008 ganó el prestigioso Premio Veinticinco Años de la AIA, que se otorga a no más de un edificio por año. El arquitecto Peter Eisenman nominó el Atheneum para este premio porque era "un ejemplo maravillosamente puro de los temas recurrentes entre la obra sustancial (de Meier); es un diseño clásico de 'Meier'".
El Atheneum está diseñado para que los visitantes tengan que recorrer un camino específico a través del edificio, que conduce a New Harmony. La rampa del edificio de tres pisos y las cuadrículas superpuestas brindan vistas frecuentes de la ciudad y el campo.
Como centro de visitantes de New Harmony, incluye una película de 17 minutos sobre la historia de New Harmony, llamada "The New Harmony Experience", en su auditorio de 200 asientos. Hay cuatro galerías. El primero alberga una tienda de regalos y una copia a escala 1/32 de la Iglesia Harmonist Brick. La segunda galería analiza las diversas personas en la historia de New Harmony. La tercera galería tiene un modelo a escala de New Harmony en 1824, realizada durante el rodaje de la película. El cuarto está cerrado al público y tiene muebles diseñados por el propio Richard Meier.
Los recorridos por Historic New Harmony, una colección de edificios de importancia histórica administrados por el sistema de sitios históricos del estado de Indiana, comienzan en el Atheneum.

## Galería

Vista lateral